# 陳季芳 (永樂進士)
陳季芳，潮州府潮阳县人，明朝政治人物。同进士出身。

## 生平
永樂二年（1404年），登进士，任行人。十三年（1415年），奉命前往琉球册封山南王他魯每。后升至建寧府知府。